# 日本丸天醤油
日本丸天醤油株式会社（にほんまるてんしょうゆ）は兵庫県たつの市に本社を置く醤油を中心とした調味料メーカーである。
うすくち醤油の生産地・龍野を代表する企業として知られる龍野の醤油メーカーの一社である。

## 概要
1795年（寛政7年）に播州・龍野は揖保川の中腹地帯で創業。すでに龍野では1666年（寛文6年）に、うすくち醤油が誕生しており、現在でも大なり小なりの醸造業者が存在する。当時から、京都や大阪での需要も増えていた中での創業と相成った。
1907年（明治40年）8月18日に株式会社に改組。伝統的な産業の中でこの改組は極めて早いとも言える。この改組の早さからもわかるように定番商品であるこいくち・うすくちの両醤油よりも、そうめんつゆや鍋つゆといった新たに生まれた商品が強く、伝統を重んじる傾向にある醸造産業の中では、革新的な側面を持つ。1976年8月より、まるほ醤油の製品も委託され販売する。
全国的な知名度はないものの、根強いファンを持つ。

## 事業所
- 近畿営業部 - 大阪府大阪市中央区南久宝寺町3丁目2番7号

## シェア分布
関西から西では同社の醤油は比較的高いシェアを占めるが、静岡より東になると醤油最大手のキッコーマン、或いはヤマサ醤油やヒゲタ醤油といった有名どころに阻まれるため、同社の知名度は西日本に留まる。ちなみに東日本では、紀ノ国屋や成城石井などの高級スーパーで取り扱われている。